# Alanna Smith
Alanna Smith (Hobart, 10 settembre 1996) è una cestista australiana, professionista nella WNBA.

## Carriera
Con l'Australia ha disputato i Campionati asiatici del 2017, i Campionati mondiali del 2018 e i Giochi olimpici di Tokyo 2020.

## Statistiche

### College
| Anno      | Squadra           | PG  | PT | MP   | TC%  | 3P%  | TL%  | RP  | AP  | PRP | SP  | PP   |
| --------- | ----------------- | --- | -- | ---- | ---- | ---- | ---- | --- | --- | --- | --- | ---- |
| 2015-2016 | Stanford Cardinal | 34  | 0  | 11,8 | 43,2 | 33,3 | 65,9 | 2,4 | 0,4 | 0,1 | 0,7 | 5,4  |
| 2016-2017 | Stanford Cardinal | 38  | 3  | 19,3 | 46,5 | 31,7 | 68,9 | 5,4 | 0,9 | 0,7 | 1,6 | 9,1  |
| 2017-2018 | Stanford Cardinal | 35  | 35 | 28,4 | 47,4 | 30,2 | 53,1 | 7,0 | 1,2 | 1,3 | 1,8 | 13,5 |
| 2018-2019 | Stanford Cardinal | 36  | 36 | 29,3 | 51,5 | 39,7 | 73,0 | 8,6 | 1,9 | 1,1 | 2,2 | 19,4 |
| Carriera  | Carriera          | 143 | 74 | 22,3 | 48,2 | 35,2 | 66,3 | 5,9 | 1,1 | 0,8 | 1,6 | 11,9 |

### WNBA

#### Regular Season
| Anno     | Squadra         | PG  | PT | MP   | TC%  | 3P%  | TL%  | RP  | AP  | PRP | SP  | PP   |
| -------- | --------------- | --- | -- | ---- | ---- | ---- | ---- | --- | --- | --- | --- | ---- |
| 2019     | Phoenix Mercury | 18  | 0  | 7,4  | 19,5 | 11,1 | 50,0 | 1,9 | 0,2 | 0,3 | 0,3 | 1,1  |
| 2020     | Phoenix Mercury | 19  | 0  | 15,6 | 42,2 | 23,3 | 69,0 | 3,6 | 1,2 | 0,3 | 0,8 | 6,1  |
| 2021     | Phoenix Mercury | 18  | 0  | 6,5  | 23,5 | 19,0 | 25,0 | 1,3 | 0,6 | 0,4 | 0,3 | 1,2  |
| 2022     | Indiana Fever   | 9   | 1  | 12,9 | 33,3 | 24,0 | 71,4 | 2,7 | 0,6 | 0,9 | 0,7 | 4,3  |
| 2023     | Chicago Sky     | 38  | 35 | 26,5 | 49,8 | 29,4 | 67,9 | 6,6 | 1,8 | 1,3 | 1,3 | 9,2  |
| 2024     | Minnesota Lynx  | 39  | 39 | 26,5 | 47,1 | 39,8 | 75,0 | 5,6 | 3,2 | 1,4 | 1,5 | 10,1 |
| Carriera | Carriera        | 141 | 75 | 19,2 | 44,2 | 30,3 | 69,7 | 4,4 | 1,7 | 0,9 | 1,0 | 6,7  |

#### Playoffs
| Anno     | Squadra         | PG | PT | MP   | TC%  | 3P%  | TL%  | RP  | AP  | PRP | SP  | PP  |
| -------- | --------------- | -- | -- | ---- | ---- | ---- | ---- | --- | --- | --- | --- | --- |
| 2020     | Phoenix Mercury | 2  | 0  | 8,0  | 25,0 | 50,0 | 100  | 1,0 | 0,0 | 0,5 | 0,5 | 2,5 |
| 2021     | Phoenix Mercury | 5  | 0  | 5,2  | 40,0 | 40,0 | 100  | 2,0 | 0,2 | 0,2 | 0,2 | 3,2 |
| 2023     | Chicago Sky     | 2  | 2  | 18,0 | 30,0 | 0,0  | 100  | 4,5 | 0,5 | 0,0 | 1,0 | 4,0 |
| 2024     | Minnesota Lynx  | 12 | 12 | 28,4 | 52,0 | 41,2 | 70,0 | 5,3 | 2,8 | 1,3 | 1,7 | 8,8 |
| Carriera | Carriera        | 21 | 14 | 20,0 | 47,1 | 37,8 | 76,9 | 4,0 | 1,7 | 0,8 | 1,1 | 6,4 |

## Palmares
- WNBA All-Defensive Team: 1

Second Team: 2024